# Ochre Pit Cove
Ochre Pit Cove is een gemeentevrije plaats in de Canadese provincie Newfoundland en Labrador. De plaats bevindt zich in het zuidoosten van het eiland Newfoundland.

## Geografie
Ochre Pit Cove ligt aan de oostkust van Bay de Verde, een schiereiland dat op zijn beurt deel uitmaakt van het grote schiereiland Avalon. De plaats ligt aan de gelijknamige inham van de Atlantische Oceaan, nabij de noordrand van Conception Bay. Ochre Pit Cove ligt aan provinciale route 70 en grenst in het noordoosten aan Northern Bay en in het zuiden aan Western Bay.

## Demografie
In 1991 telde Ochre Pit Cove 201 inwoners. De bevolkingsomvang daalde naar 185 inwoners in 1996 en verder tot 168 inwoners in 2001.
Vanaf de volkstelling van 2006 worden er niet langer aparte censusdata voor Ochre Pit Cove bijgehouden. Statistics Canada beschouwt de plaats sinds dan immers als deel van de geografische eendheid Western Bay-Ochre Pit Cove.